# 大見町
大見町（おおみちょう）は、愛知県豊田市の町名。現行行政地名は、大見町1丁目〜大見町8丁目。住居表示は行われていない。

## 地理

### 河川
- 大見の滝

## 歴史

### 沿革
- 1874年（明治7年） - 大見村が西大見村に改称する。
- 1889年（明治22年）10月1日 - 西大見村、飛泉村、古瀬間村、南古瀬間村が合併し、益富村が発足。
- 1906年（明治39年）7月1日 - 野見村、寺部村、渋川村、上野山村、市木村、平井村、四谷村[注 1]が合併し、愛知県西加茂郡高橋村が発足。同日益富村は廃止。
- 1956年（昭和31年）9月30日 - 高橋村が挙母市に編入される。
- 1959年（昭和34年）1月1日 - 挙母市が豊田市になる。
- 1959年10月 - 町名が設置され、豊田市大見町となる。

## 世帯数と人口

### 人口の変遷
国勢調査による人口および世帯数の推移。
| 1995年（平成7年）  | 52世帯 234人 |  |
| 2000年（平成12年） | 49世帯 214人 |  |
| 2005年（平成17年） | 64世帯 220人 |  |
| 2010年（平成22年） | 62世帯 222人 |  |
| 2015年（平成27年） | 73世帯 223人 |  |
| 2020年（令和2年）  | 81世帯 221人 |  |

## 学区
市立小・中学校に通う場合、学区は以下の通りとなる。
| 丁目・字             | 番地 | 小学校               | 中学校             |
| -------------------- | ---- | -------------------- | ------------------ |
| 全域（1丁目〜8丁目） | 全域 | 豊田市立五ケ丘小学校 | 豊田市立益富中学校 |

## 交通
- 東海環状自動車道
- 愛知県道491号豊田環状線
- 愛知県道341号加茂川志賀線

## 施設
- 大見山大日大聖不動明王